# Gabriela Alves (Schauspielerin)
Gabriela Alves, (anhörenⓘ, geboren 1. Januar 1972 in Rio de Janeiro,) ist eine brasilianische Schauspielerin. Außerhalb des Landes wurde sie etwa durch ihre Rolle der Jacqueline in der Fernsehserie Die Geschichte der O bekannt. Ihr Schaffen umfasst mehr als ein Dutzend Produktionen.

## Filmographie (Auswahl)
- 1977–1981: Sítio do Picapau Amarelo (Fernsehserie)
- 1985: Tenda dos Milagres (Fernsehserie)
- 1987: Sonhos de Menina-Moça
- 1988: O Pagador de Promessas (Fernsehserie)
- 1992: Despedida de Solteiro (Fernsehserie)
- 1992: Die Geschichte der O (Fernsehserie)
- 1993: Mulheres de Areia (Fernsehserie)
- 1994: Tropicaliente (Fernsehserie)
- 1994: Era uma Vez
- 1995: Tocaia Grande (Fernsehserie)
- 1996: Salsa e Merengue (Fernsehserie)
- 1998: Estrela de Fogo (Fernsehserie)
- 2000: Vidas Cruzadas (Fernsehserie)
- 2002: Marisol (Fernsehserie)
- 2005: Linha Direta (Fernsehserie)
- 2008: Faça Sua História (Fernsehserie)
- 2011: Amor e Revolução (Fernsehserie)